# Jeleń z krzyżem

Herb Grodna

Jeleń z krzyżem – legenda mająca swoje korzenie w przedchrześcijańskich mitach ludów śródziemnomorskich; rozgłos legendzie nadał zakon benedyktynów, występowała także w opowieściach o patronach myśliwych, takich jak św. Hubert czy św. Eustachy. Legenda ta związana była z różnymi kościołami i osobami historycznymi.
Myśliwy ściga jelenia, który nagle obraca się, krzyż ukazuje się między rogami a jeleń ludzkim głosem wzywa do postawienia kościoła w tym miejscu.
W Polsce opowieść ta jest uważana za podstawę powstania m.in. różnych kościołów na Mazowszu, Wąwolnicy, klasztoru bernardynek na Świętej Katarzynie w Górach Świętokrzyskich (tam anioł w postaci jelenia polecił królewiczowi węgierskiemu Emerykowi ufundować tenże klasztor), a także w Jeleniej Górze (stąd nazwa) na Dolnym Śląsku, gdzie jeleń miał nakazać Bolesławowi Krzywoustemu postawienie kościoła.